# ماك سوين
ماك سوين (بالإنجليزية:Mack Swain) (مواليد 16 فبراير 1876 - وفيات 25 أغسطس 1935). ممثل أمريكي و فودفيلي، غزير في جميع أنحاء عقد 1910 وعقد 1920 وقد 1930.

## صور

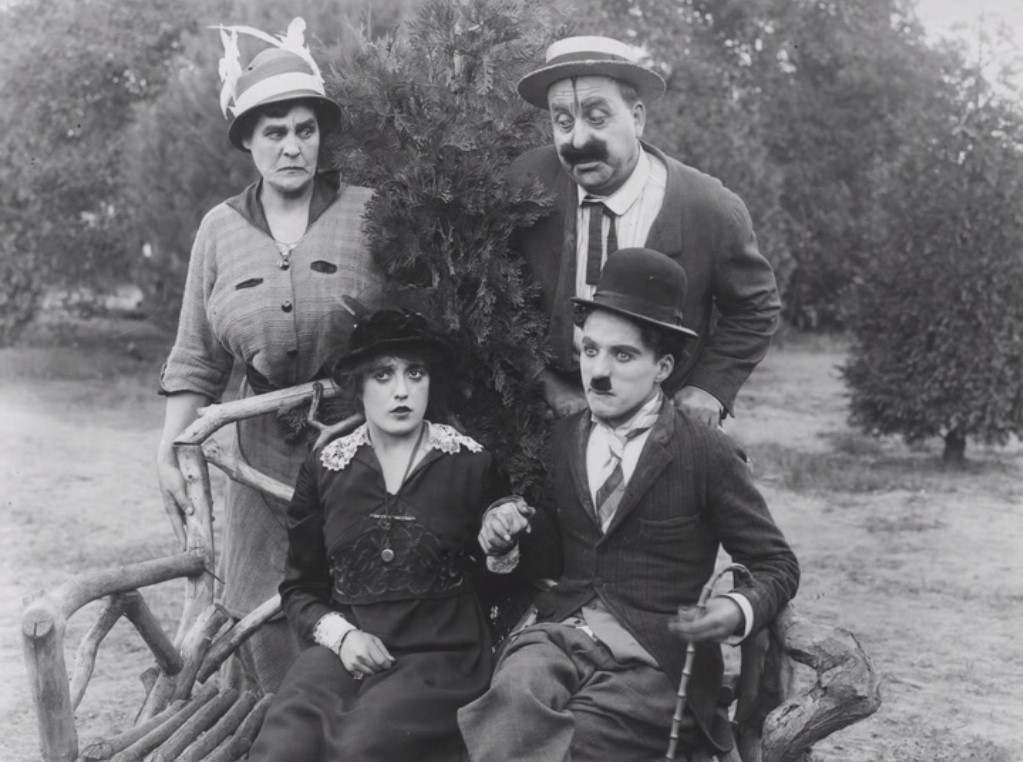
في اتجاه عقارب الساعة من أعلى: فيليس ألين، ماك سوين، تشارلي تشابلن ومابل نورماند في التعرف  (1914)
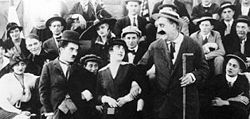
مع تشارلي تشابلن ومابل نورماند في  السادة العصب  (1914)

## راوبط خارجية
- ماك سوين على موقع IMDb (الإنجليزية)
- ماك سوين على موقع ألو سيني (الفرنسية)
- ماك سوين على موقع أول موفي (الإنجليزية)
- ماك سوين على موقع قاعدة بيانات الأفلام السويدية (السويدية)
- ماك سوين على موقع قاعدة بيانات الفيلم (الإنجليزية)
- ماك سوين على موقع كينوبويسك (الروسية)